# IC 5368
IC 5368 — галактика типу E (еліптична галактика) у сузір'ї Риби.
Цей об'єкт міститься в оригінальній редакції індексного каталогу.